# Piper arduum
Piper arduum är en pepparväxtart som beskrevs av William Trelease. Piper arduum ingår i släktet Piper och familjen pepparväxter. Inga underarter finns listade i Catalogue of Life.